# Empis liosoma
Empis liosoma är en tvåvingeart som beskrevs av Mario Bezzi 1909. Empis liosoma ingår i släktet Empis och familjen dansflugor. Inga underarter finns listade i Catalogue of Life.